# Selloa macdonaldii
Selloa macdonaldii là một loài thực vật có hoa trong họ Cúc. Loài này được (B.L.Turner) H.Rob. miêu tả khoa học đầu tiên năm 1997.